# Бернарди, Марио
Марио Бернарди (20 августа 1930, Керкленд-Лейк, Онтарио — 2 июня 2013) — канадский дирижёр и пианист, компаньон ордена Канады.

## Биография
Марио Бернарди родился в семье иммигрантов из Италии в городе Керкленд-Лейк (англ. Kirkland Lake) в провинции Онтарио в 1930 году. Учился музыке сначала в Италии (в Венецианской консерватории), а затем в Торонто (в Королевской музыкальной консерватории). Начав карьеру как пианист и аккомпаниатор, дебютировал как дирижер в 1957 году с оркестром Канадской оперы.
После нескольких лет дирижерской карьеры в Канаде, Бернарди стал сначала дирижером, а затем художественным директором Английской национальной оперы, а два года спустя стал первым дирижером оркестра Национального центра искусств в Оттаве. С 1983 по 2006 год Бернарди дирижировал оркестром Радио CBC в Ванкувере, записав за это время более 30 дисков, как с CBC Records, так и с такими международными компаниями, как Columbia Records, HMV и RCA. Одновременно, с 1984 по 1992 год, он был музыкальным директором Филармонического оркестра Калгари, а позже его почетным дирижером. Бернарди значительно расширил репертуар этого оркестра за счет современной музыки и сделал его одним из лучших в стране по подбору кадров.
Марио Бернарди дирижировал в таких оперных театрах, как Метрополитен-опера и Ковент-Гарден, а также в Вашингтоне, Хьюстоне, Санта-Фе, Сан-Франциско и Национальном парке искусств Вулфтрап (США). В сезоне 1997/98 годов он возглавлял Канадский национальный молодёжный оркестр и совершил с ним турне по всей Канаде.

## Награды и премии
Бернарди, считающийся ведущим канадским дирижером своего поколения, — был почетным доктором семи университетов, почетным дирижёром Национального центра искусств, членом Королевского общества Канады с 2006 года, компаньоном ордена Канады (1972), лауреатом Премии генерал-губернатора в области сценических искусств (2001) и нескольких других национальных премий.